# Machtlfing
Die Ortschaft Machtlfing ist ein Gemeindeteil von Andechs im Landkreis Starnberg.

## Geschichte
Aus der Bronze- und Hallstattzeit gibt es Siedlungsspuren und später lassen sich Römer und Bajuwaren nieder. Die erste schriftliche Erwähnung aus dem Klosters Benediktbeuern erwähnt 808 einen Merigozus, der seine Besitzungen in „Mahtolvingin“ dem Kloster vererbte. Es liegt dem Ortsnamen der bajuwarische Personenname Mahtolf zugrunde (‚Siedlung des Mahtolf‘).
Im 12. Jahrhundert war Machtlfing ebenfalls Sitz eines „Hochfeinen im Gefolge der Andechser“. Im Mittelalter sind in dem kleinen Dorf zwei Kirchen nachweisbar, die zur Aufteilung in Ober- und Unterdorf führen.
Im Jahr 1808 erlangte Machtlfing den Status einer Gemeinde und blieb es bis zur Eingemeindung 1976 nach Erling-Andechs und 1978 nach Andechs.

## Baudenkmäler

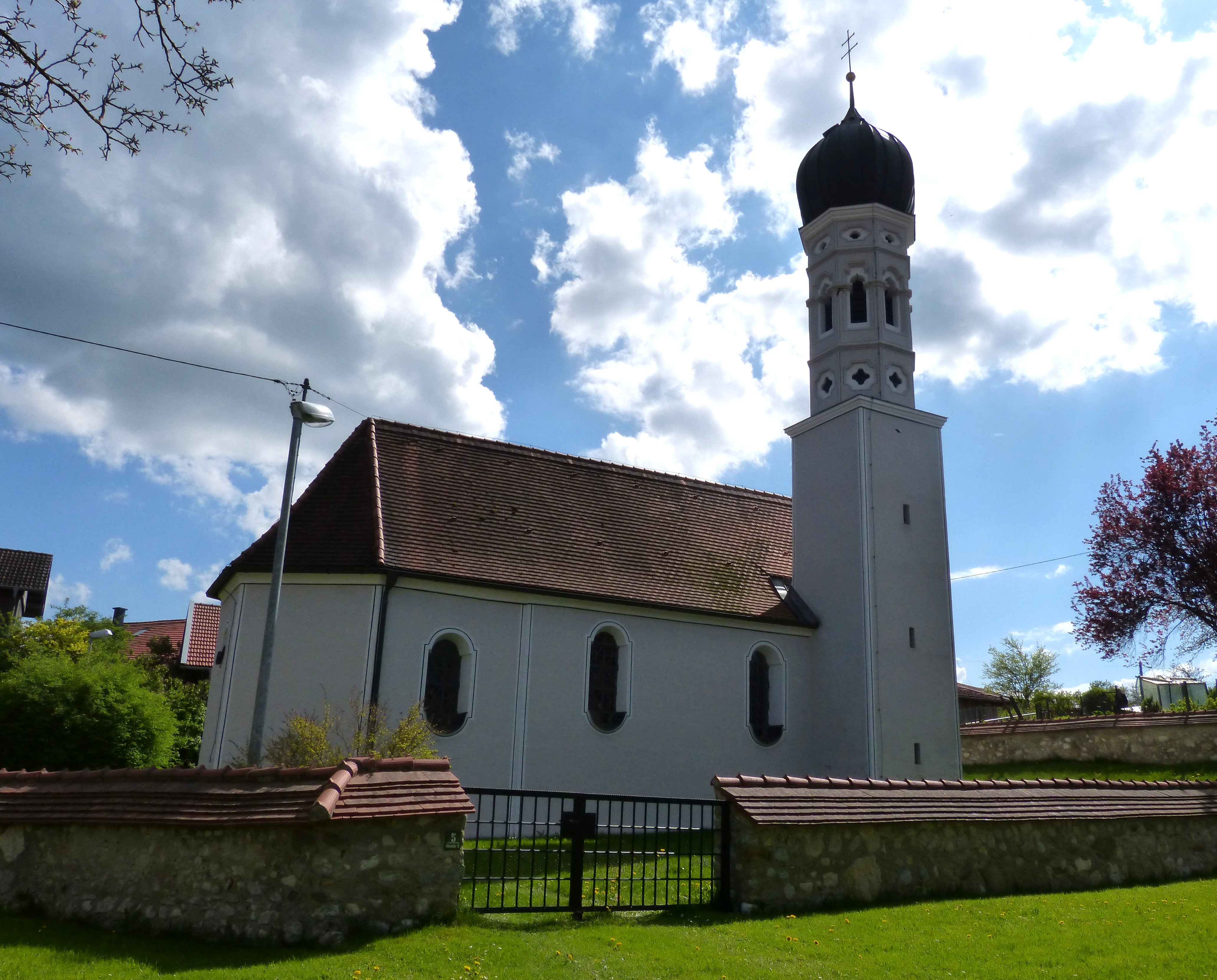
Filialkirche Unsere Liebe Frau in Machtlfing von Norden

Die katholische Pfarrkirche St. Johann Baptist wurde von 1838 bis 1845 im Stil Friedrich von Gärtners erbaut und überragt den oberen Ortsteil. Die Kirche wurde 1959 und 2011 renoviert und hat nun einen Volksaltar.
Die katholische Filialkirche Unsere Liebe Frau ersetzte um 1680 einen älteren Kirchenbau. Sie zeichnet sich durch das Altarensemble aus, das als Einheit bis 1700 geschaffen wurde. Außerdem wurde zu einem unbekannten Zeitpunkt ein ebenso prächtiges Altarretabel aus St. Stephan hierhin übertragen. Sie wurde seit 2006 mehrmals renoviert.
Weitere Baudenkmäler:
- Pfarrhaus

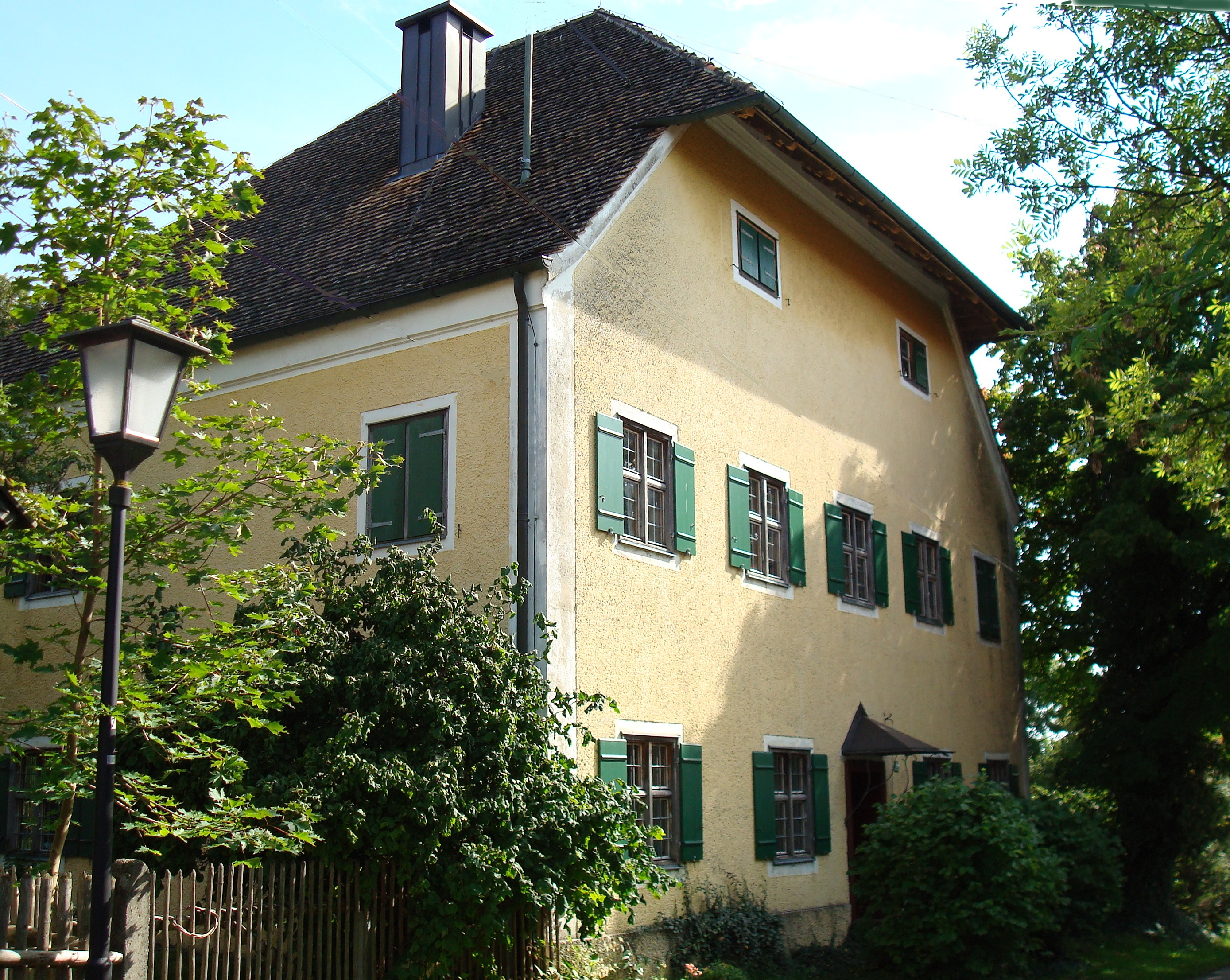
Ehemaliges Pfarrhaus in Machtlfing

- Leishaus (Burschenverein Machtlfing e. V.)